# Lago Formoso
O Lago Formoso é um lago localizado no município de Penalva na Baixada Maranhense, a cerca de 280 km de São Luís.
A Baixada Maranhense é uma região formada por um relevo plano ou suavemente ondulado, com áreas rebaixadas que são inundadas no período chuvoso, além de diversos lagos formados pela atuação dos baixos cursos dos rios Grajaú, Pindaré, Mearim e Pericumã (lagos de inundação).
Situado a cerca de 30 km de distância do Lago Cajari, é um ambiente cercado por extensas áreas de aterrados, conhecido por suas ilhas flutuantes, onde o acúmulo de sedimentos, vegetais e outras partículas formam um manto fértil sobre as águas escuras do lago e também pela riqueza em juçarais, de onde são extraídos a maior parte dos frutos produzidos em toda a região.
O rio Cumaru (que nasce no município de Zé Doca e tem mais de 20 km de extensão) desemboca no Lago Formoso no lado direito do povoado do Caetetu; pela esquerda, recebe o rio da Água Preta (também oriundo de Zé Doca). Há uma ligação do lago Formoso até o lago da Lontra, a ligação por um canal fluvial (Canal do Carão), com mais de 10 km de extensão, construído pelo ser humano, necessitando ser limpo anualmente para manter a comunicação e a navegabilidade. Há uma diferença de cotas entre o lago Formoso e o lago Cajari da ordem de e 7 metros.
O lago Capivari recebe aporte do Lago Formoso. O lago Cajari é receptor das águas oriundas do Formoso e do Capivari. O rio Maracu conecta a região lacustre de Penalva ao lago de Viana e conecta também este ao rio Pindaré.

## Ilha do Formoso
Uma de suas ilhas é a Ilha do Formoso, ponto turístico da região, cercada por lendas e mistérios da cultura popular. As comunidades ribeirinhas acreditam que a região é protegida por “Encantados”, divindades responsáveis pela movimentação das ilhas flutuantes do Formoso. A ilha foi formada por matéria orgânica e é coberta por vegetação típica, como juçarais e buritis, e é acessada por meio de barcos.